# Hyaenanche
Hyaenanche é um género botânico pertencente à família Picrodendraceae.